# Reinbolt Hills
Die Reinbolt Hills sind eine Gruppe felsiger Hügel von niedriger bis geringfügiger Höhe an der Ingrid-Christensen-Küste des ostantarktischen Prinzessin-Elisabeth-Lands. Sie erstrecken sich 15 km östlich der Insel Gillock Island am östlichen Rand des Amery-Schelfeises über eine Länge von 8 km.
Der US-amerikanische Kartograf John Hobbie Roscoe (1919–2007) kartierte das Vorgebirge 1952 anhand von Luftaufnahmen, welche die United States Navy bei der Operation Highjump (1946–1947) angefertigt hatte. Roscoe benannte es nach Leutnant Fred L. Reinbolt (1921–2003), Kopilot bei Flügen der Operation Highjump für Luftaufnahmen im Gebiet dieser Hügelgruppe.